# Ievguenia Zagorets
Ievguenia Zagorets (en russe : Евгения Загорец) est une ancienne joueuse de volley-ball russe née le 19 mai 1985. Elle mesure 1,92 m et jouait au poste de centrale. 

## Clubs
| Club                  | De        | À         |
| --------------------- | --------- | --------- |
| MGFSO Moscou          | 1999-2000 | 2000-2001 |
| Zarechie Odintsovo    | 2001-2002 | 2008-2009 |
| Nadejda Serpoukhov    | 2009-2010 | 2009-2010 |
| Sparta Nijni Novgorod | 2010-2011 | 2010-2011 |

## Palmarès
- Championnat de Russie
  - Vainqueur : 2008.
- Coupe de Russie
  - Vainqueur : 2002, 2003, 2004, 2006, 2007.